# Закон про економічну злочинність (прозорість та правозастосування) 2022 року
Закон про економічну злочинність (прозорість та правозастосування) 2022 року («закон») — це парламентський акт Сполученого Королівства, який був швидко розглянутий у парламенті у відповідь на вторгнення Росії в Україну 2022 року. Закон розширює положення щодо санкцій та фінансових злочинів.

## Прохід
Законопроєкт про економічні злочини (прозорість і правозастосування) був офіційно внесений до Палати громад як урядовий законопроєкт 1 березня 2022 року. Законопроєкт був обговорений і 7 березня надійшов до комітету Палати представників.
Після проходження через Палату громад законопроєкт був офіційно внесений до Палати лордів 8 березня і обговорювався наступного дня. Законопроєкт надійшов до комітету та отримав королівську згоду 14 березня.

## Передумови
Під час триваючого російського вторгнення в Україну британські правоохоронні органи та борці за прозорість висловили занепокоєння щодо того, що ринок нерухомості Сполученого Королівства використовується злочинними організаціями та корумпованими особами для здійснення фінансових злочинів.

## Зміст

### Частина 1: Реєстр суб'єктів нагляду
Частина 1 Закону встановлює реєстр закордонних організацій, який включає інформацію про їхніх бенефіціарних власників (розділи 3-32), і який передбачає положення, спрямовані на примус до реєстрації закордонних організацій, якщо вони на даний момент володіють або бажають володіти землею в Сполучене Королівство (розділи 33 і 34).

### Частина 2: Незрозумілі розпорядження про багатство
Частина 2 Закону встановлює положення, що стосуються розпоряджень про безпричинне багатство.

### Частина 3: Санкції
Частина 3 закону містить поправки до накладення грошових штрафів відповідно до Закону про поліцію та злочинність 2017 року та вносить зміни до системи санкцій Великої Британії відповідно до Закону про санкції та боротьбу з відмиванням грошей 2018 року.

## Сприйняття
Юридичне товариство Англії та Уельсу вітало прийняття Закону.